# Lycée Flora Tristan (Noisy-le-Grand)
Le lycée Flora Tristan est un lycée français de Noisy-le-Grand, en région parisienne. Il est l’un des quatre lycées de la ville avec le lycée Évariste Galois, le lycée International de l'Est parisien et le lycée privé Françoise Cabrini. 
Cet établissement a reçu le nom de Flora Tristan (1803-1844), femme de lettres, militante socialiste et féministe française, qui fut l’une des figures majeures du débat social dans les années 1840 et participa aux premiers pas de l’internationalisme.  
Son proviseur est Éric Schlegel, maire de Gournay-sur-Marne depuis 2014.  
Le lycée compte environ 900 élèves venant, pour la plupart, de collèges noiséens.    
Le lycée possède deux organisations internes : la « MDL » (Maison des lycéens), et le « CVL » (Conseil de vie lycéenne).        
Flora Tristan est un lycée « éco-responsable ».        
En fin septembre 2023, le lycée subit une "invasion" de punaises de lit, obligeant donc le lycée à fermer pour 2 jours.        
Entre octobre et décembre 2023, le lycée connaît une vague de fausses alertes à la bombe (7).        